# 約赫維 (市鎮)
約赫維，是愛沙尼亞東維魯縣的一個鄉村型市镇，位於該國東北部，行政中心設於約赫維，面積124平方公里，2021年时人口数量为11,234人，人口密度每平方公里91人。

## 行政管理
约赫维市镇包括非独立市约赫维、一个小镇和11个村庄。